# Arzenîbuoch Ipocratis
Das Arzenîbuoch Ipocratis („Arzneibuch des Hippokrates“) ist ein Rezeptar aus dem alemannischen Raum in mittelhochdeutscher Sprache. Es ist spätestens zu Beginn des 12. Jahrhunderts entstanden. Der Name leitet sich vom Incipit der erhaltenen Textzeugen ab: 
- Bamberger Arzneibuch: „Incipit liber ypocratis …“
- Zürcher Arzneibuch: „Hie beginnet daz arzinbuoch Ypocratis …“[2][3][4][5][6]

## Textzeugen des Arzenîbuoch Ipocratis

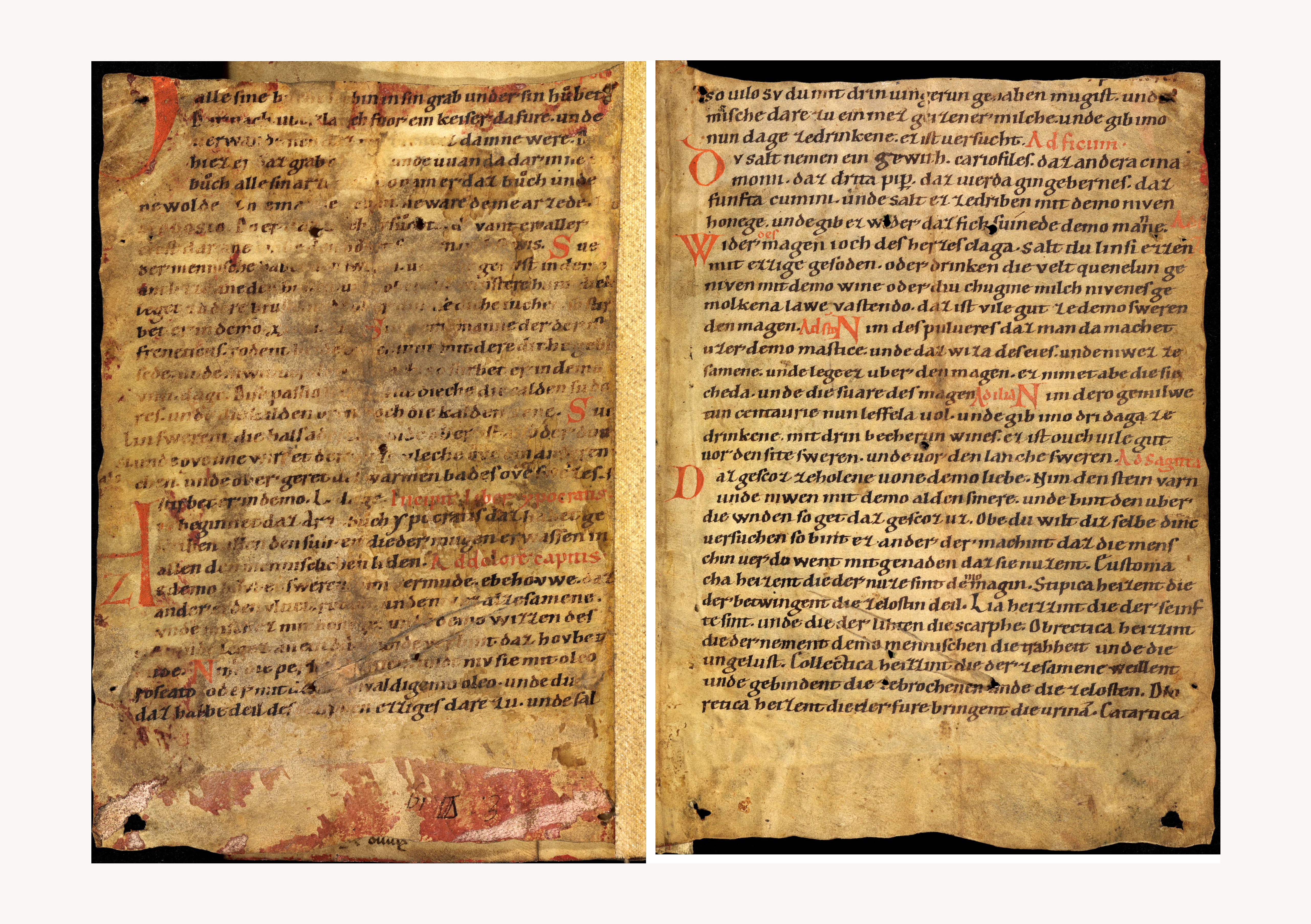
Bamberg, Staatsbibliothek, Msc.Hist.146, vorderes Schutzblatt (um 180° gedreht). Auffindungslegende der „Capsula erburnea“. Beginn des „Bamberger Arzneibuchs“

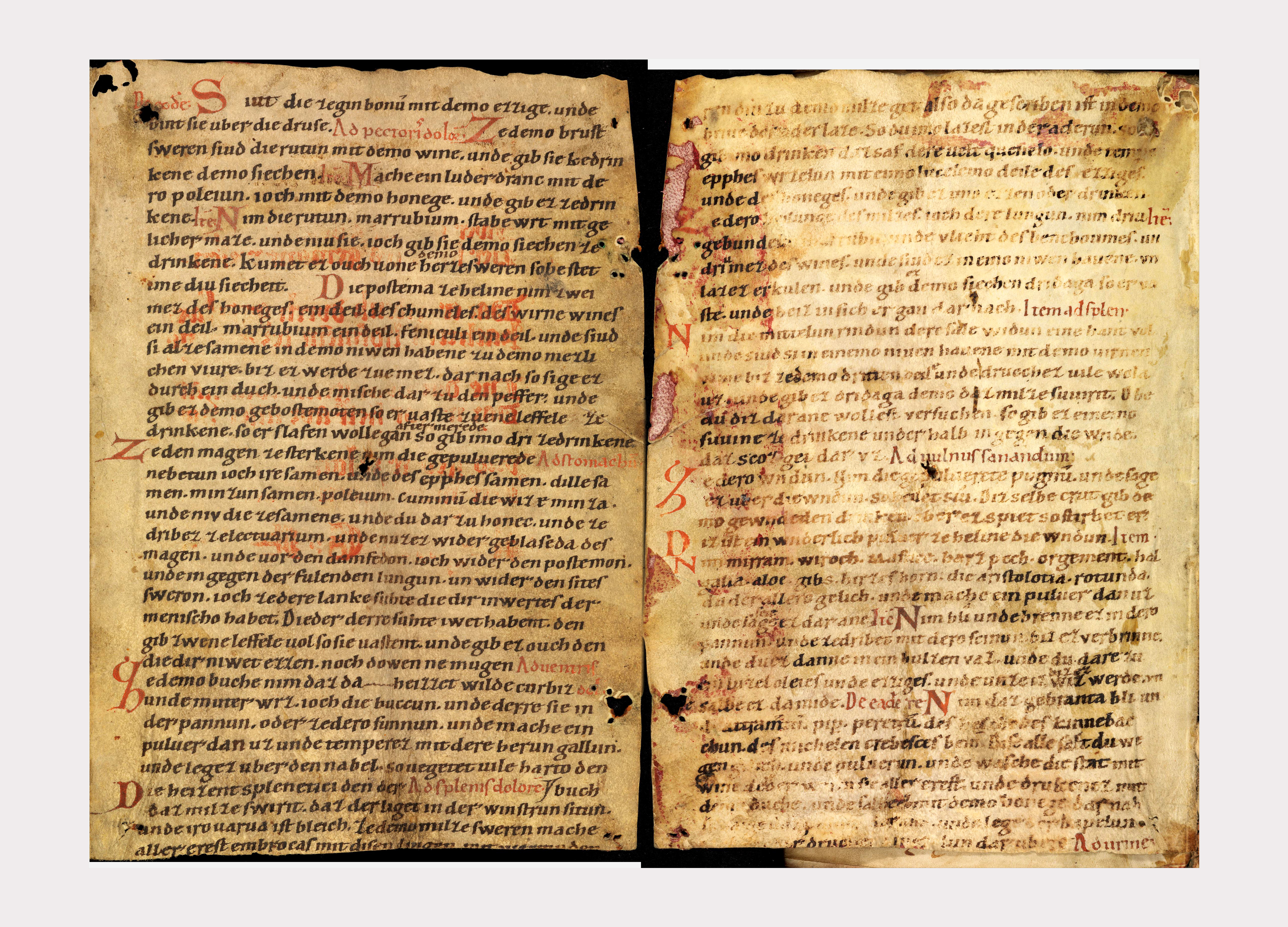
Msc.Hist.146, hinteres Schutzblatt: Fortsetzung des Bamberger Arzneibuchs

- Bamberger Arzneibuch. Der früheste bekannte Textzeuge des Arzenîbuoch Ipocratis ist das Fragment einer medizinischen Handschrift des frühen 12. Jahrhunderts.[7] Dieses Fragment einer medizinischen Handschrift befindet sich auf zwei Schutzblättern einer theologischen Handschrift des 14. Jahrhunderts, die heute mit der Signatur Msc.Hist.146 in der Staatsbibliothek Bamberg aufbewahrt wird.[8] Nach dem Aufbewahrungsort der theologischen Handschrift wird das darin als Schutzblatt verwendete Arzneibuch-Fragment „Bamberger Arzneibuch“ genannt.
- Zürcher Arzneibuch. Ein weiterer Textzeuge des Arzenîbuoch Ipocratis ist in einer in der Zentralbibliothek Zürich aufbewahrten Mischhandschrift (Ms. C 58) erhalten.[9] Dieser Codex wurde wahrscheinlich in der zweiten Hälfte des 12. Jahrhunderts von einem Kleriker in der Gegend von St. Gallen, Schaffhausen oder Konstanz verfasst. Auf den Blättern 44va bis 47ra enthält der Codex das Arzenîbuch Ipocratis. Nach dem Aufbewahrungsort des Codex wird der Textzeuge „Zürcher Arzneibuch“ genannt.[10][11][12][13]

## Inhalt
Im „Arzneibuch Ipocratis“ sind die Indikationen anatomisch „von Kopf bis Fuß“ geordnet und umfassen mindestens 60 Heilanweisungen. Im Gegensatz zum gleich alten Innsbrucker Arzneibuch mit lateinisch-deutscher Mischprosa hat das Arzneibuch Ipocratis einen einheitlich deutschen Text, der lediglich bei Fachbezeichnungen griechisch-lateinische Ausdrücke beibehält.
Der Text des Arzenîbuoch Ipocratis ist aus der frühmittelalterlichen Rezeptliteratur geschöpft. Plinius, Pseudo-Plinius, Pseudo-Apuleius, Sextus Placitus Papyrensis, Marcellus Empiricus, Cassius Felix, Gargilius Martialis, Priscian, Dioscurides alphabeticus, Pseudo-Demokrit und Pseudo-Petroncellus ließen sich als Quellen nachweisen.
Dem Textzeugen Bamberger Arzneibuch vorangestellt ist die Auffindungslegende der Capsula eburnea in einer deutschen Übersetzung nach der älteren lateinischen Version.

## Rezeption
Inhaltliche Übereinstimmungen fanden sich in den jüngeren Wettinger Rezepten.

## Edition
- Bamberger Arzneibuch
  - Robert Priebsch. Deutsche Prosafragmente des XII. Jahrhunderts I. In: The Modern Language Review 10 (1915) S. 203–221
  - Friedrich Wilhelm: Denkmäler deutscher Prosa des 11. und 12. Jahrhunderts, München 1914/16, Abt. B, S. 244–254, Bamberger Arzeneibuch. Text und Anmerkungen[20]
- Zürcher Arzneibuch
  - Franz Pfeiffer: Zwei deutsche Arzneibücher aus dem 12. und 13. Jahrhundert. In: Sitzungsberichte der phil.-hist. Classe der kaiserlichen Akademie der Wissenschaften, Bd. 42, Wien 1863, S. 110–114, Kommentar[21], S. 118 (falsch 111)–127, Text[22], S. 163–200, Wörterbuch[23]
  - Friedrich Wilhelm: Denkmäler deutscher Prosa des 11. und 12. Jahrhunderts, München 1914/16, A, S. 53–64, Zürcher Arzneibuch. Text[24]; B, S. 137–153, Zürcher Arzneibuch. Kommentar[25]